# Pacific Tsunami Warning Center
Pacific Tsunami Warning Center (PTWC), der ligger på Hawaii er et af USAs to tsunamiadvarselscentre. PTWC er en del af det internationale tsunamiadvarselssystems (TWS) program og fungerer som operationscenter for TWS i forhold til at advare om kommende tsunamier i til de deltagende medlemmer og andre nationer i det område af Stillehavet, de har ansvaret for. Det er også det regionale (lokale) center for den amerikanske delstat Hawaii. Det andet tsunamiadvaraselscenter er West Coast/Alaska Tsunami Warning Center (WC/ATWC) i Palmer i Alaska, der servicerer alle kystnære regioner i Canada og USA, undtaget Hawaii.
Pacific Tsunami Warning Center blev etableret i 1949 efter et jordskælv ved Aleuterne og en tsunami, der resulterede i 165 tilskadekommende i Hawaii og Alaska. Efter jordskælvet i Det Indiske Ocean 2004 har PTWC udvidet sin advarselsvejledning til det Indiske Ocean, Caribien og tilstødende regioner indtil regionale kapaciteter på er på plads i disse områder. Når disse engang er kommet, vil man have et globalt advarselssystem.
Centeret bruger i udgangspunktet seismiske data, men tager også hensyn til oceanografiske data, når de udregner mulige trusler. Der tjekkes også tidevandsmålinger i det jordskælvsramte område, for at fastslå, om der er dannet en tsunamibølge
Centeret laver derefter prognoser for hvordan tsunamien udvikler sig, der udstedes advarsler til risikoramte områder rundt omkring i Stillehavet om nødvendigt. Der er aldrig falske alarmer – hvis PTWC udsteder en tsunamiadvarsel for et bestemt område, er bølgen på vej og vil ramme. Da det tager længere tid for tsunamier at rejse over transoceaniske afstande, har PTWC råd til at tage sig tid til at sørge for at være sikker på sine prognoser.
An på de seismiske data vil PTWC udsende en af følgende meddelelser:
- Tsunamiinformation: På dette tidspunkt eksisterer der ganske vist en trussel, med der der ingen beviser for, at en tsunami er på vej over Stillehavet.
- Tsunami Watch: PTWC har fastslået, at jordskælvet kan sandsynligvis har skabt en tsunami og anbefaler parterne om at være opmærksom på, at PTWC afventer tidevandsdata, for at kunne fastslå at der er en tsunami undervejs.
- Tsunamiadvarsel: PTWC vurderer, at betingelserne er alvorlige nok til at der er en vis sandsynlighed for, at der kan komme en tsunami i visse dele af Stillehavet. Dette budskab vil omfatte et omtrentligt ankomsttidspunkt for forskellige dele af Stillehavet.